# Don Jowett
Donald Winston Jowett OAM (ur. 4 marca 1931 w Wellington, zm. 20 lipca 2011 w Brisbane) –  nowozelandzki lekkoatleta sprinter, trzykrotny medalista igrzysk Imperium Brytyjskiego i Wspólnoty Brytyjskiej, również zawodnik rugby union.
Zdobył brązowy medal w biegu na 220 jardów na igrzyskach Imperium Brytyjskiego w 1950 w Auckland przegrywając jedynie z reprezentantami Australii Johnem Treloarem i Davidem Johnsonem. Na kolejnych igrzyskach Imperium Brytyjskiego i Wspólnoty Brytyjskiej w 1954 w Vancouver zwyciężył w biegu na 220 jardów (przed Brianem Shentonem z Anglii i Kenem Jonesem z Walii) oraz zdobył srebrny medal w biegu na 440 jardów (za Kevanem Gosperem z Australii, a przed Terrym Tobacco z Kanady).
Był mistrzem Nowej Zelandii w biegu na 220 jardów w latach 1951/1952, 1952/1953 i 1953/1954 oraz w biegu na 440 jardów w latach 1952/1953, 1953/1954, 1954/1955 i 1956/1957.
Ustanowił rekordy Nowej Zelandii w biegu na 440 jardów czasem 47,4 s (7 sierpnia 1954 w Vancouver) i w sztafecie 4 × 110 jardów wynikiem 42,3 s (11 marca 1955 w Auckland).
Był również zawodnikiem rugby union w drużynie Otago.
W 2. połowie lat 1950. przeniósł się do Australii. Był działaczem i sędzią lekkoatletycznym w Queensland, a także sędzią rugby.
W 2005 został odznaczony medalem Orderu Australii.
Jego córka Sue Jowett była również sprinterką. Reprezentowała Nową Zelandię w biegu na 100 metrów i biegu na 200 metrów na igrzyskach olimpijskich w 1976 w Montrealu.